# Akissi (bande dessinée)
Pour les articles homonymes, voir Akissi.
Akissi est une série de bande dessinée ivoirienne créée par Marguerite Abouet (scénario) et Mathieu Sapin (dessin), mise en couleurs par Clémence Sapin, publiée dans le magazine Astrapi et éditée en albums par Gallimard Jeunesse depuis 2010.
Sur les deux premiers tomes, Mathieu Sapin est assisté au dessin par Clément Oubrerie.
La série est toujours en cours.

## Tomes
1. Attaque de chats, juin 2010 (ISBN 978-2-0706-2802-5)
2. Super-héros en plâtre, juin 2011 (ISBN 978-2-0706-3956-4)
3. Vacances dangereuses, 13 avril 2012 (ISBN 978-2-0706-4644-9)
4. Rentrée musclée, 7 mai 2013 (ISBN 978-2-0706-4982-2)
5. Mixture magique, 11 juin 2014 (ISBN 978-2-0706-5888-6)
6. Sans amis, 13 novembre 2015 (ISBN 978-2-0706-6494-8)
7. Faux départ, 20 octobre 2016 (ISBN 978-2-0706-0416-6)
8. Mission pas possible, 23 août 2018 (ISBN 978-2-07-508469-7)
9. Aller-retour, 28 août 2019 (ISBN 978-2-07-512953-4)
10. Enfermés dedans, 4 novembre 2020 (ISBN 978-2-07-515009-5)
11. Paix temporaire, 24 janvier 2024

Intégrale1. Histoires pimentées, 21 novembre 2014 (ISBN 978-2-07-066494-8) reprend les tomes 1 à 3

## Prix et distinctions
- 2011 : Sélection Jeunesse du  Festival d'Angoulême 2011 pour  Akissi, tome 1 : Attaque de chats[réf. souhaitée].

### Documentation
- Henri Filippini, « Akissi, t. 1 : enfance africaine », dBD, no 44,‎ juin 2010, p. 74.
- « Akissi », dans Christophe Cassiau-Haurie, Dictionnaire de la bande dessinée d'Afrique francophone, Paris, L'Harmattan, octobre 2013 (ISBN 978-2-336-29898-6), p. 23.